# Revenu d'inactivité
 (janvier 2008).
Si vous disposez d'ouvrages ou d'articles de référence ou si vous connaissez des sites web de qualité traitant du thème abordé ici, merci de compléter l'article en donnant les références utiles à sa vérifiabilité et en les liant à la section « Notes et références ».
Les revenus d'inactivité désignent généralement l'ensemble des revenus perçus par un actif (au sens économique) en période d'inoccupation. On parle également parfois de revenu de remplacement (ce qui remplace le revenu du salarié), de revenu d'assistance, ou de revenu de solidarité.

(Pour les pensions de retraite, salaires indirects, voir l'article détaillé : Retraite)
Pour le Sénat français, il s'agit du revenu que touche un salarié lorsqu'il se retrouve au chômage[réf. souhaitée].
Ces revenus peuvent être directs (allocations chômage, RSA, solidarité nationale, crédit d'impôt, etc.) ou indirects (diminution d'impôts, rabais sur certaines prestations, économie de frais professionnels, etc.). La notion est à distinguer de celle de revenus de solidarité (revenu minimum, allocation universelle, formes d'aide non liées à l'activité ou à l'inactivité).

## Objectifs
Tout d'abord, les revenus d'inactivité permettent d'assurer aux membres de la société les plus pauvres et les moins qualifiés un revenu minimum (aide sociale, dont en France le RSA). En cela, ils favorisent la « cohésion sociale ». Pour les personnes entrant dans une période de chômage, ils permettent d'éviter de devenir SDF.

## Revenu d'inactivité et retour à l'emploi
En général, les revenus d'inactivité augmentent le salaire à partir duquel les chômeurs acceptent un retour à l'emploi (salaire de réserve). Ils pourraient donc être un frein à un retour à une activité salariée. Ces revenus se comportent comme un amortisseur dans la concurrence entre les chômeurs et les travailleurs en place, réduisant la course au moins-disant salarial (rôle également joué par le salaire minimum).
On définit le taux de remplacement comme le ratio entre les revenus d'inactivité et les revenus d'activité précédemment touchés pour une personne. Un taux de remplacement durablement élevé inciterait à la multiplication des « chômeurs volontaires », des personnes sans-emploi simulant une recherche d'emploi afin de conserver le bénéfice de leurs revenus d'inactivité. On parle alors de trappe à inactivité.
Un faible taux de remplacement favoriserait une paupérisation des personnes ayant une qualification dans des secteurs économiquement sinistrés. Les pays ayant des taux de remplacement élevés, en particulier les pays nordiques, ont mis en place au cours des années 1990 des réformes des équivalents du Pôle emploi, pour renforcer le contrôle des chômeurs et éviter les abus de « chômeurs volontaires ».

## Les revenus d'inactivité dans le monde

### Situation générale en Europe
Selon l'OCDE, les taux de remplacement nets (revenu net en période d'inactivité sur revenu net en période d'activité) en 1995 s'échelonnaient de 37 % (Irlande) à 81 % (Danemark).
| Pays                                | Taux moyen net de remplacement | Taux net de remplacement (célibataire, 1re année) |
| ----------------------------------- | ------------------------------ | ------------------------------------------------- |
| Allemagne                           | 54                             | 66                                                |
| Australie                           | 31                             | 36                                                |
| Belgique                            | 59                             | 79                                                |
| Canada                              | 43                             | 60                                                |
| Danemark                            | 81                             | 79                                                |
| Espagne                             | 49                             | 69                                                |
| Finlande                            | 59                             | 74                                                |
| France                              | 55                             | 79                                                |
| Irlande                             | 37                             | 40                                                |
| Italie                              | 19                             | 43                                                |
| Japon                               | 45                             | 78                                                |
| Nouvelle-Zélande                    | 39                             | 50                                                |
| Norvège                             | 62                             | 67                                                |
| Pays-Bas                            | 69                             | 79                                                |
| Royaume-Uni                         | 51                             | 64                                                |
| Suède                               | 67                             | 81                                                |
| Suisse                              | 62                             | 78                                                |
| USA                                 | 16                             | 34                                                |
| Source OCDE - 1995 (en pourcentage) |                                |                                                   |

#### En Belgique
- Revenus directs :
  - Assurance chômage ;
  - Allocation d'attente (étudiants) ;
  - Prépension conventionnelle ;
  - Revenu de moyens d'existence et d'intégration, allocation familiale garantie (AFG).
- Revenus indirects :
  - Non imposition du minimex et de l'AFG ;
  - Existence de réduction d'impôt pour les revenus de remplacement ;
  - Économie de frais professionnel et de frais de garde d'enfant ;
  - Logements sociaux à loyers modulés selon les revenus.

#### En France
- Revenus directs :
  - Système d'allocations chômage : jusqu'à environ 80 % des salaires nets de référence ;
  - Revenu minimum d'insertion (RMI) : revenu minimum garanti par la solidarité nationale ;
  - Allocations logement sous conditions de ressources ;
  - Diverses allocations sous conditions de ressources (parent isolé, rentrée scolaire, prime de noël, etc.)
- Revenus indirects :
  - Non imposition de certaines allocations comme le RMI ;
  - Réduction de certains impôts forfaitaires (taxes foncières, redevance télévisuelle, etc.) ;
  - Réduction ou prises en charge du coût de services publics pour les chômeurs (crèche, eau, électricité, téléphone, transports urbains, frais d'écolages, cantines scolaires selon les communes) ;
  - Logements sociaux à loyers modulés selon les revenus ;
  - Économie de frais professionnel et de frais de garde d'enfant ;
  - Existence de cumul avec travail non déclaré même si illégal.
  - Couverture maladie universelle (CMU)